# Gáspár Vinkó
Gáspár Vinkó (ur. 28 sierpnia 1987 w Segedynie) – węgierski wioślarz.

## Osiągnięcia
- Mistrzostwa Świata Juniorów – Brandenburg 2005 – czwórka bez sternika – 7. miejsce[1].
- Mistrzostwa Świata U-23 – Glasgow 2007 – dwójka bez sternika – 5. miejsce[1].
- Mistrzostwa Europy – Poznań 2007 – dwójka bez sternika – 6. miejsce[1].
- Mistrzostwa Europy – Ateny 2008 – dwójka bez sternika – 7. miejsce[1].
- Mistrzostwa Świata U-23 – Račice 2009 – czwórka podwójna – 16. miejsce[1].